# Matrimonio interracial

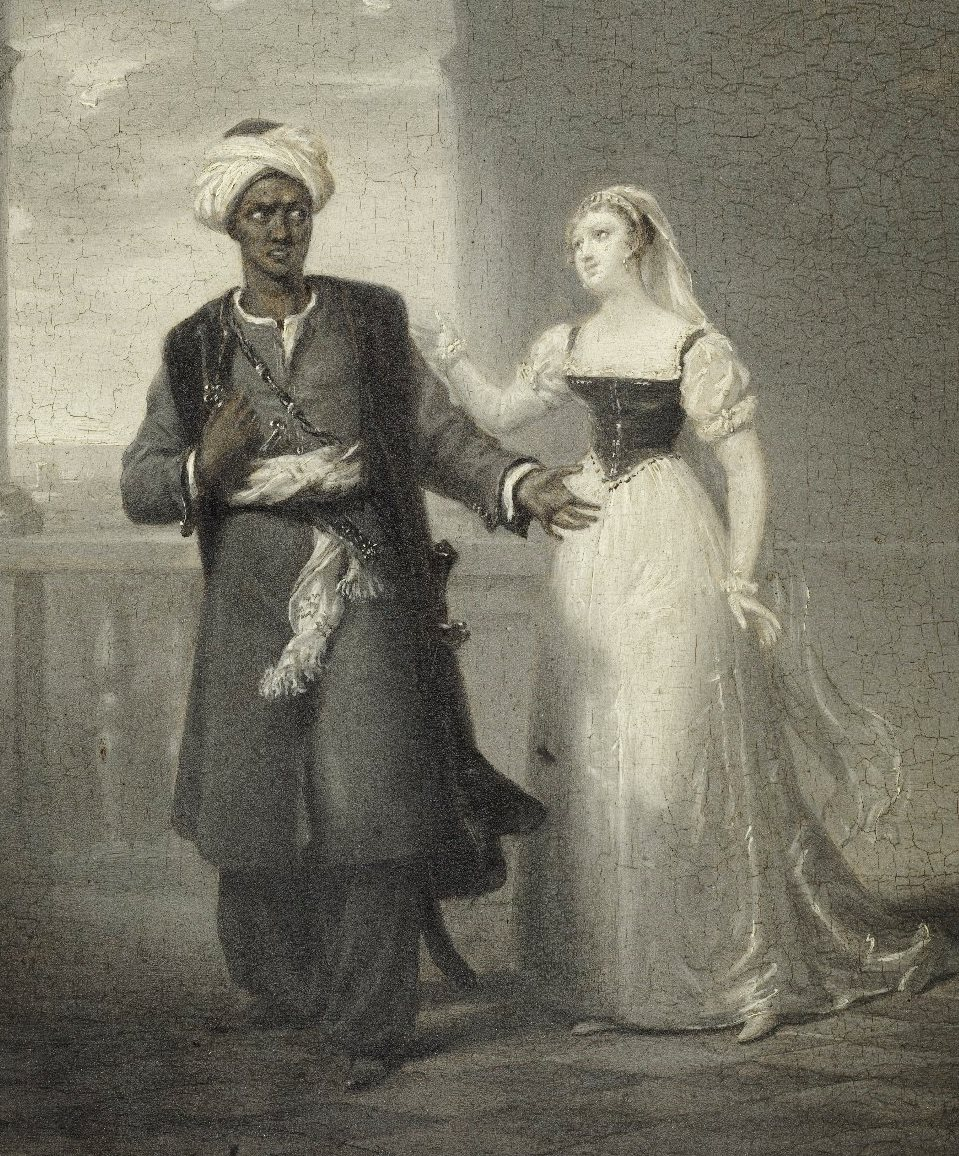
Othello y Desdémona, su esposa veneciana de la obra Otelo el moro de Venecia de William Shakespeare.

El matrimonio interracial es un matrimonio entre dos personas de diferente raza. En la era moderna, el primer país del mundo en legalizar el matrimonio interracial, fue el Reino de España el 14 de enero de 1514, mediante Real cédula de Fernando II  —el matrimonio interracial ya fue harto común en sociedades antiguas.  Por ejemplo, en 324 a. C., Alejandro Magno, quien era europeo macedonio, se casó a sí mismo y a sus generales con asiáticas en las bodas de Susa.
El primer matrimonio interracial en llevarse a cabo en territorios que eventualmente serían absorbidos por los Estados Unidos fue el de 1565 entre Luisa de Ábrego, una negra libre andaluza, y Miguel Rodriguez, un segoviano, bodas oficiadas en San Agustín, en la Florida (Nueva España).
En la mayoría de los casos, las parejas interraciales enfrentan la convivencia en un entorno bicultural, situación que puede intensificarse aún más cuando se trata de un matrimonio interreligioso.
En algunos países, estaba prohibido casarse con alguien de una raza diferente. Estos países eran: Alemania (durante el período nacional socialista), Sudáfrica bajo el apartheid y algunos estados de los Estados Unidos antes del 12 de junio de 1967.
Si bien no está claro si se trató de matrimonio o cohabitación, vale citar que los islandeses son en un 66% descendientes de vikingos varones y descienden en un 60% de mujeres celtas, esto es, mujeres raptadas y esclavizadas; en todo caso, se trató de relaciones interraciales.

## En elsigloXXI
En algunos países árabes, está prohibido que un árabe se case con alguien de diferente raza debido a la ley y las costumbres tradicionales. Si una persona árabe se casa con una persona de condición racial diferente, se le quitan sus derechos civiles. En 2008, los senadores pakistaníes permitieron que las mujeres fueran enterradas vivas, si se las encontraba culpables, de casarse con alguien diferente.